# Landbouwersbond (Tsjecho-Slowakije)
De Landbouwersbond (Duits: Bund der Landwirte, BdL; Tsjechisch: Německý svaz zemědělců) was een politieke partij voor etnische Duitsers ten tijde van de Eerste Tsjecho-Slowaakse Republiek. De partij werd op 17 november 1918 opgericht en gold als belangenbehartiger van de (kleine) Duitstalige boeren in de Bohemen.

## Geschiedenis
De BdL haalde bij de parlementsverkiezingen van 1920 13 zetels in de Kamer van Afgevaardigden en 6 zetels in de Senaat. Bij de verkiezingen van 1925 groeide de partij naar 16 zetels in de Kamer van Afgevaardigden en 14 in de Senaat. In 1929 nam het aantal zetels in de Kamer van Afgevaardigden met drie zetels af. Bij de 1935 hield de BdL nog maar 5 zetels over in de Kamer.
Van 1926 tot 1938 maakte de BdL deel uit van de Tsjecho-Slowaakse regering. Na uit de regering te zijn getreden ging de partij op in de Sudeten-Duitse Partij (SdP).

## Verkiezingsresultaten

### Kamer van Afgevaardigden
| Jaar          | %    | Zetels   | +/-   |
| ------------- | ---- | -------- | ----- |
| 1920          | 3,9% | 13 / 281 | NIEUW |
| 1925          |      | 16 / 300 | 3     |
| 1929          |      | 12 / 300 | 4     |
| 1935          | 1,7% | 5 / 300  | 7     |
| Bron: Uitslag |      |          |       |

### Senaat
| Jaar                 | % | Zetels   | +/-   |
| -------------------- | - | -------- | ----- |
| 1920                 |   | 6 / 142  | NIEUW |
| 1925                 |   | 14 / 150 | 8     |
| Bron: Nohlen, et al. |   |          |       |